# Cá phèn sọc vàng kim
Cá phèn sọc vàng kim (danh pháp hai phần: Mulloidichthys flavolineatus) là một loài cá trong họ Cá phèn. Cá phèn sọc vàng kim thường được tìm thấy ở Biển Đỏ và Đông Phi cho đến Hawaii, quần đảo Marquises, quần đảo Ryukyu và đảo Phục Sinh. Con đực dài tối tối đa 43 cm..

## Hình ảnh

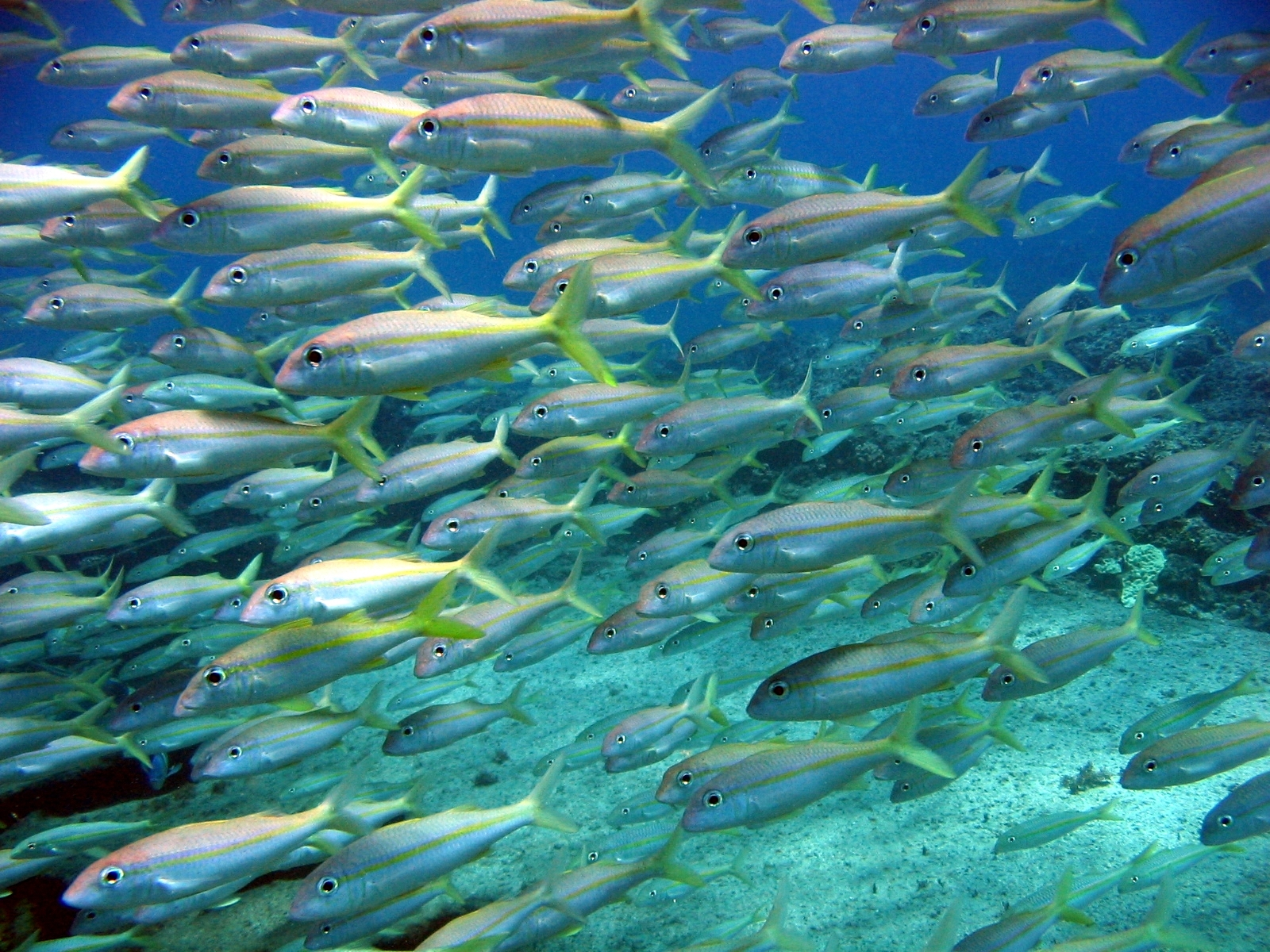
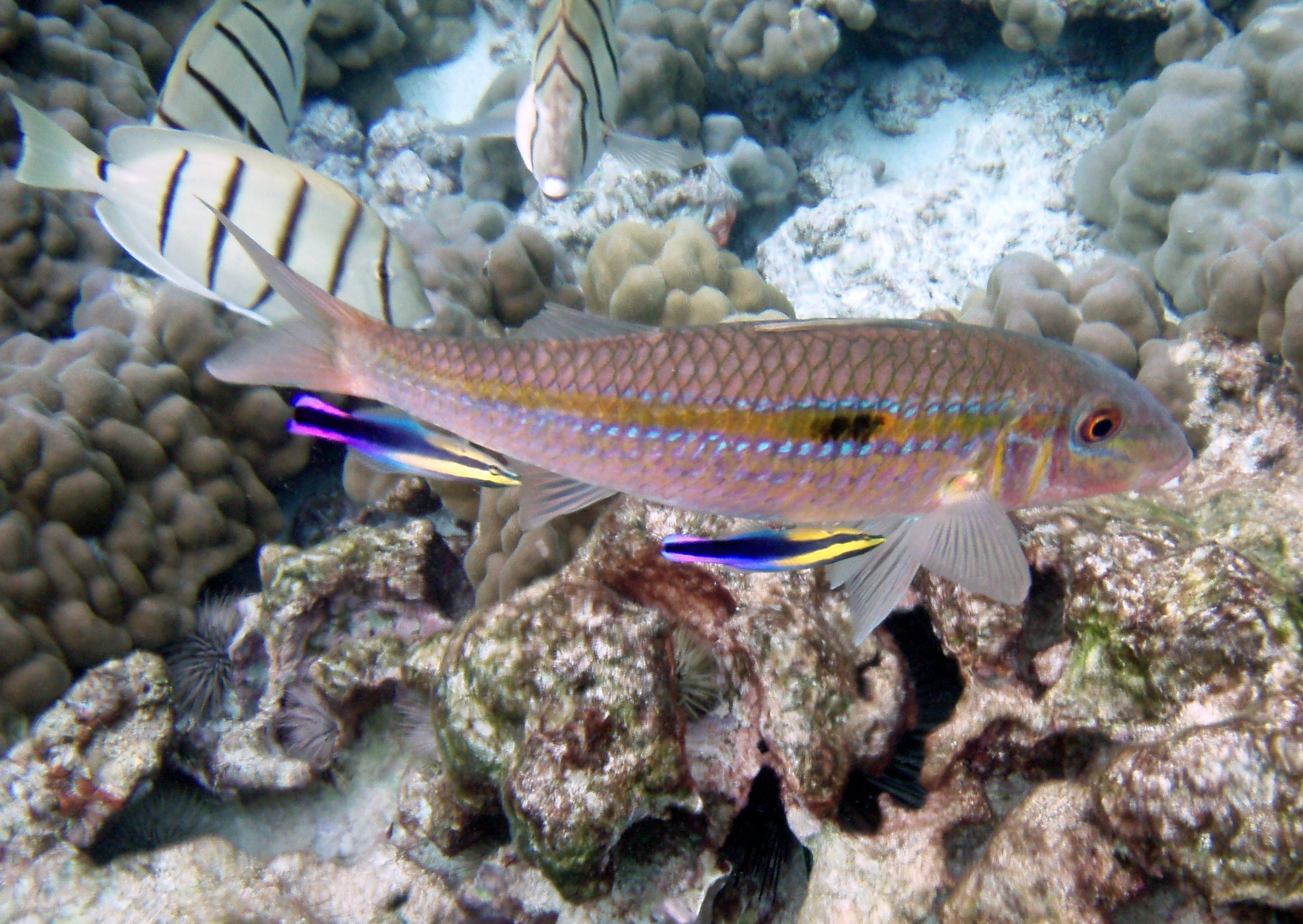
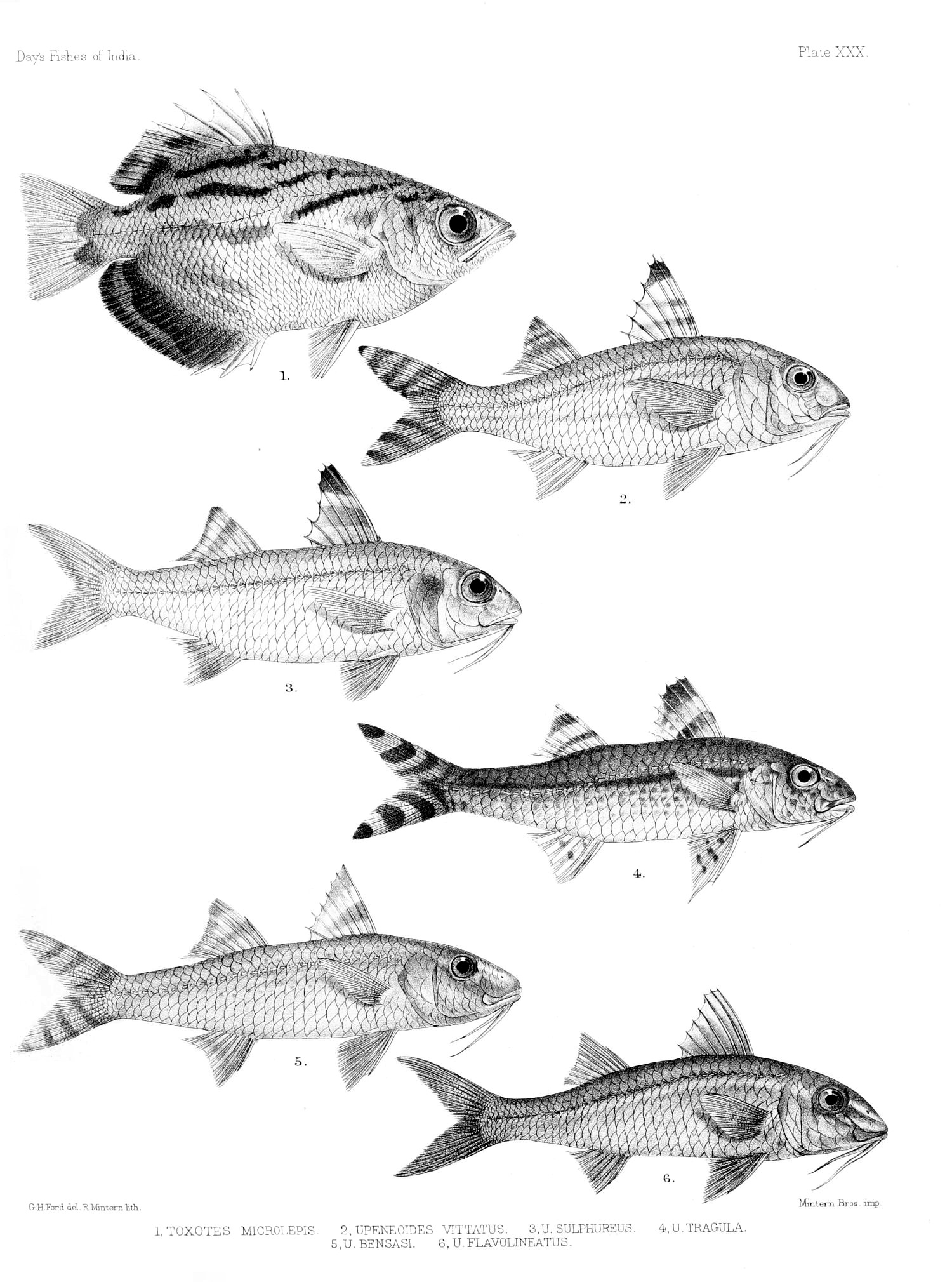
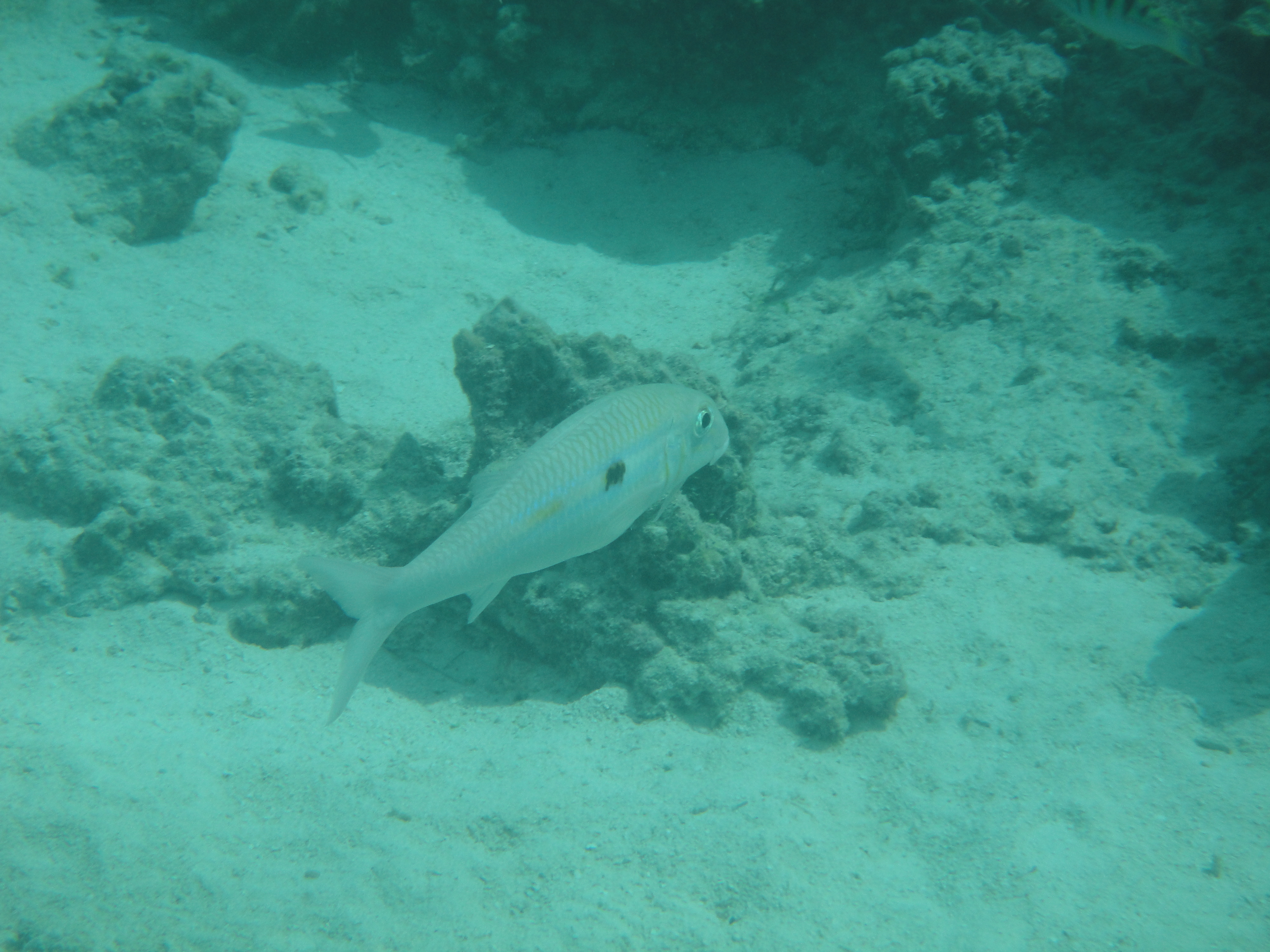